# Arhiepiscopia Aradului

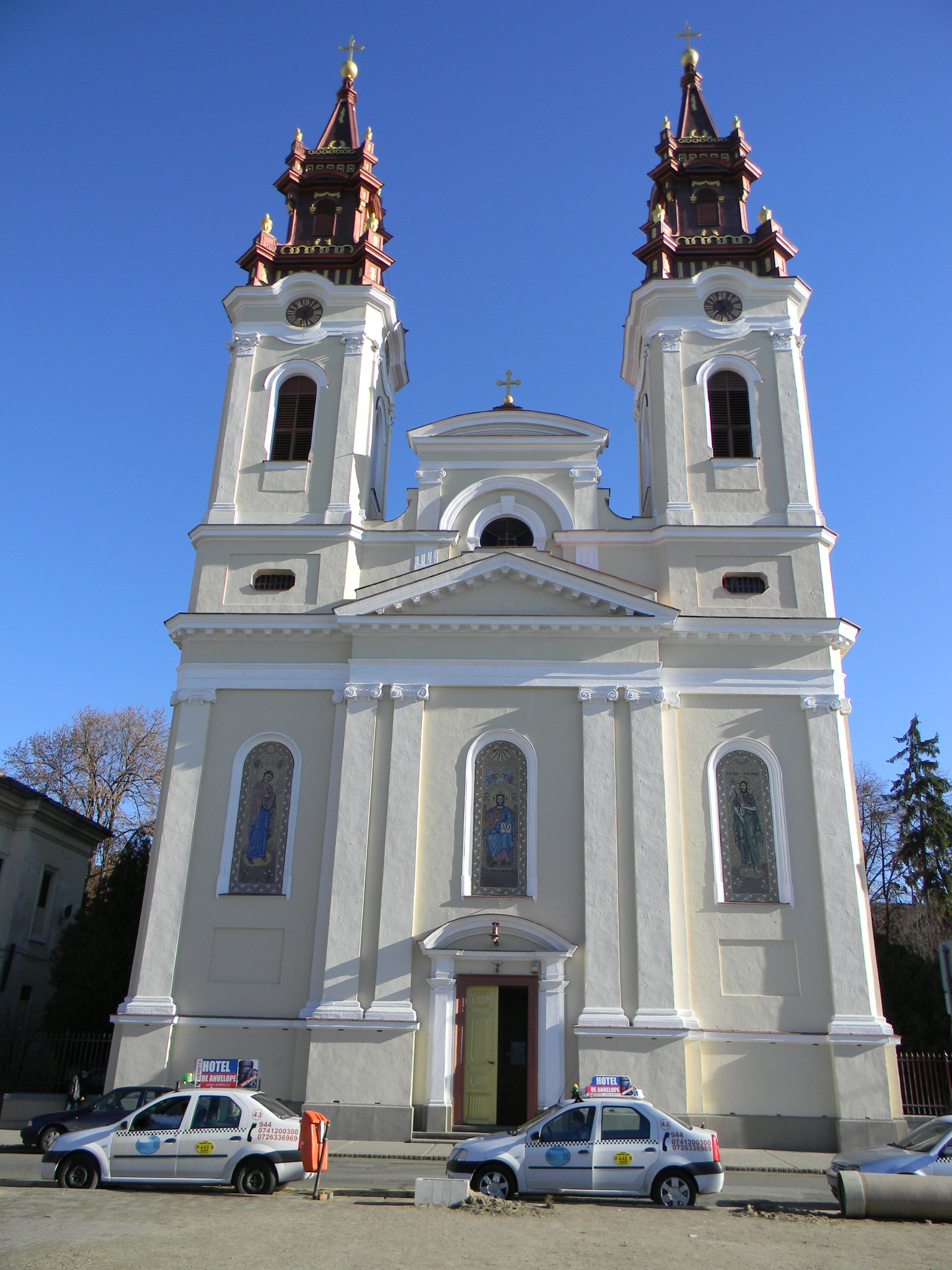
Catedrala Veche

Arhiepiscopia Aradului este o structură eclezială în cadrul Bisericii Ortodoxe Române, sub autoritatea Mitropoliei Banatului cu sediul în municipiul Arad. Jurisdicția Arhiepiscopiei Aradului se întinde din 2009 doar asupra județului Arad, după ce anterior se întinsese și asupra județului Hunedoara. Actualul întâistătător al acestei eparhii este arhiepiscopul Timotei Seviciu.

## Istoric

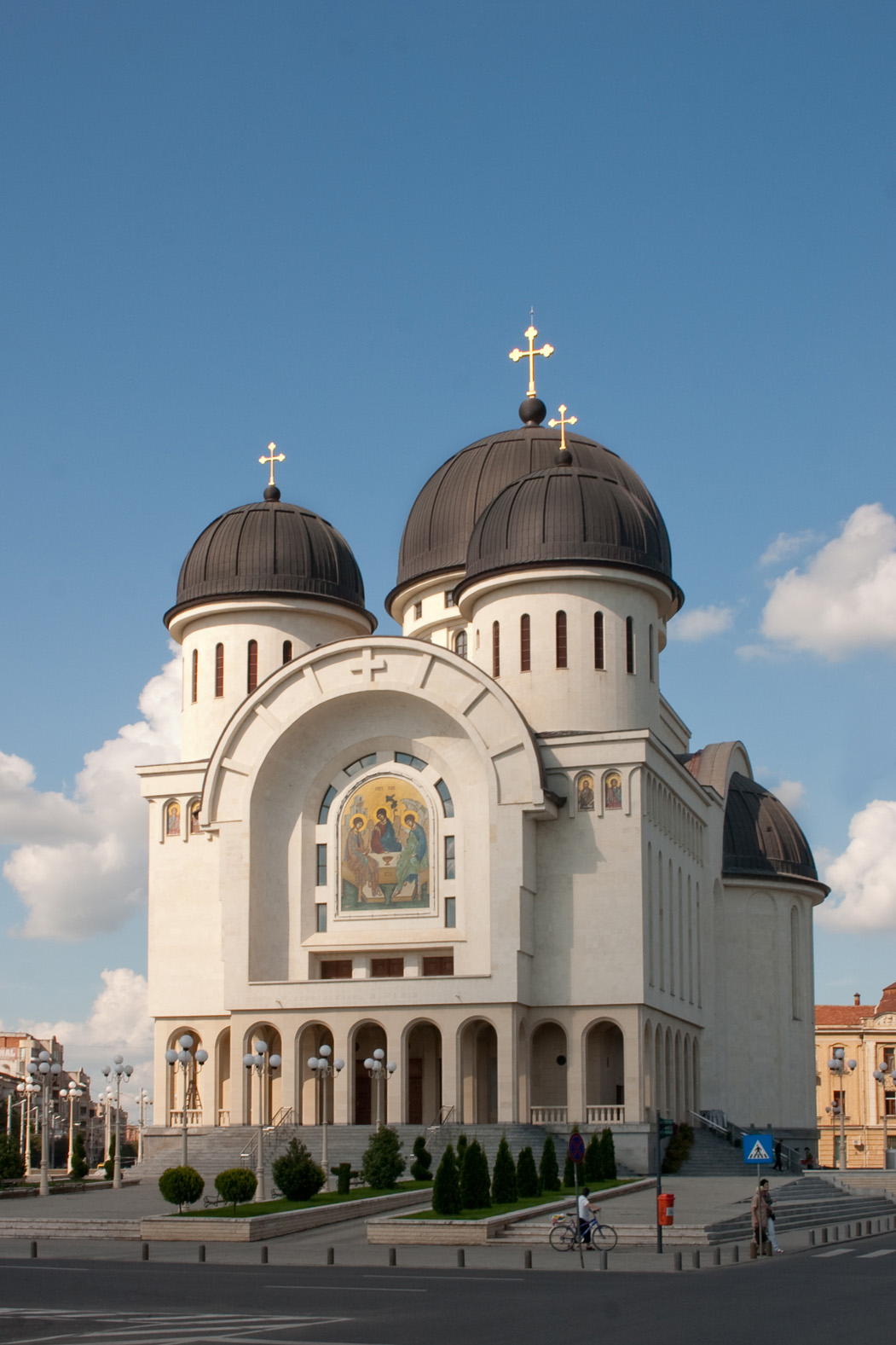
Catedrala Sfânta Treime

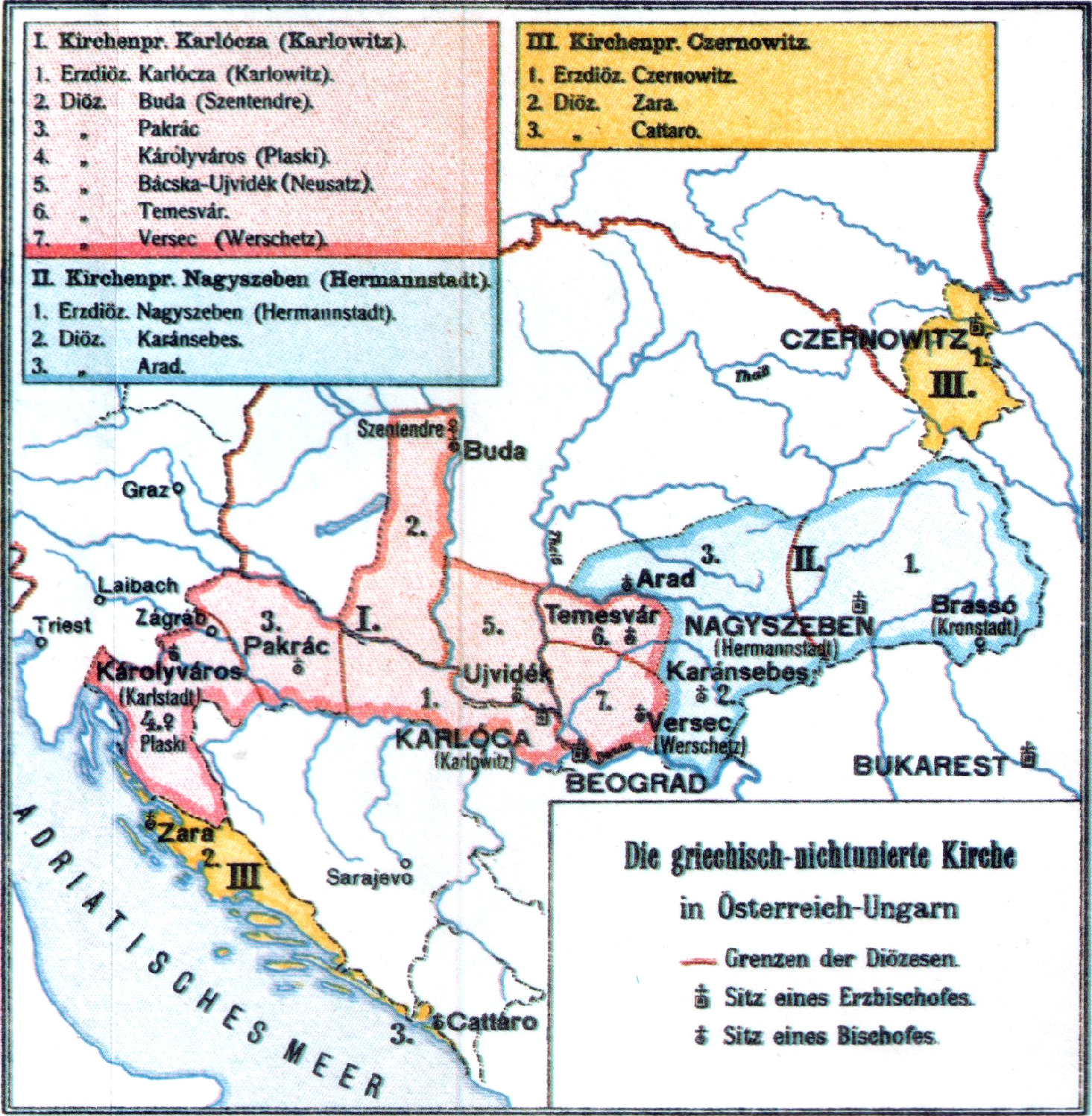
Întinderea Episcopiei Aradului în cadrul provinciei mitropolitane greco-orientale a Sibiului, 1909

Episcopia Aradului a fost înființată în anul 1706 ca episcopie pentru sârbii ortodocși refugiați din Imperiul Otoman pe teritoriul Regatului Maghiar, controlat la acea vreme de Casa de Habsburg. În anul 1690 episcopul Isaia Diacovici primise de la împăratul Leopold I de la Viena „privilegiile ilirice”, prin care a fost acordată sârbilor ortodocși libertate bisericească și autonomie politică pe teritoriul aflat sub administrare imperială, fapt ce a dus la stabilirea a ca. 40.000 de familii de sârbi părțile Banatului și Crișanei, ei fiind însoțiți de un cler numeros. Pe 15 aprilie 1706 episcopul sârb Isaia Diacovici a obținut aprobarea imperială din partea împăratului Iosif I pentru înființarea unei episcopii ortodoxe la Arad.
În anii 1830, sub păstorirea episcopului Gherasim Raț, limba liturgică slavonă a fost înlocuită treptat cu limba română. Curând după aceasta a fost desființată și școala confesională sârbă și înlocuită cu școala cu limba de predare română.
Separarea ierarhică a ortodocșilor români din Banat și Ungaria de Patriarhia de  Carloviț s-a înfăptuit prin efortul lui Andrei Șaguna, susținut de politicienii Andrei Mocioni și Vincențiu Babeș. Moartea patriarhului Iosif Raiacici, survenită la 13 decembrie 1861, a constituit ocazia pentru declanșarea acțiunii de separare. Andrei Mocioni a propus ca românii să nu participe la actul alegerii noului ierarh, pentru a nu da posibilitatea noului patriarh să-și aroge supremația și asupra românilor ortodocși din Banat și Ungaria. Propunerea lui Mocioni a fost adoptată ca decizie generală la conferința românilor bănățeni, care a avut loc la Timișoara în data de 21 ianuarie 1862. Cei 14 deputați români, aleși în eparhiile Arad, Timișoara, Vârșeț, au participat la toate festivitățile congresului bisericesc de la Carloviț, deschis pe 1 august 1864. În ziua de 5 august, când se împlinea actul alegerii noului patriarh, ei s-au înfățișat comisarului regal Joseph Philippovich von Philippsberg, înmânându-i o declarație de abținere, în care motivau că populația românească din cele trei eparhii ortodoxe nu ține nicidecum de biserica sârbească, ci posedă biserica sa proprie, românească «…după ființa-i externă, cu totul deosebită de cea sârbească». După alegerea noului patriarh, în persoana episcopului Samuil Mașirevici, sinodul întrunit în data de 26 august 1864, s-a pronunțat în principiu pentru separarea bisericească a sârbilor și românilor din Banat și Ungaria. Rescriptul imperial din 24 decembrie 1864, al împăratului  Franz Joseph al Austriei, a confirmat această înțelegere și a încuviințat înființarea unei mitropolii ortodoxe române, cu sediul la Sibiu, în fruntea căreia era numit arhiepiscop și mitropolit Andrei Baron de Șaguna. Sub jurisdicția acestei mitropolii ortodoxe au fost puse prin Diploma imperială din 4 iulie 1865 două episcopii sufragane: cea a Aradului și Episcopia de Caransebeș, nou înființată. Episcopia Ortodoxă de Timișoara rămânea în continuare sub ascultarea Patriarhiei de Carloviț.
În 2009 Episcopia Aradului a fost ridicată la rangul de arhiepiscopie. În același timp, eparhiile vecine din afara granițelor României - Episcopia Ortodoxă Română din Ungaria (la Gyula, din 1999, Episcop P. S. Siluan Mănuilă) și Episcopia Dacia Felix a Vârșețului (Serbia și Muntenegru, din 2001, Episcop P.S. Dr. Daniil Stoenescu) - devin afiliate noii Arhiepiscopii a Aradului.

## Episcopii Aradului sub jurisdicția Bisericii Ortodoxe Sârbe
- Isaia Diacovici (1706-1708)
- Ioanichie Martinovici (1710-1721)
- Sofronie Ravanicianin (1722-1726)
- Vincențiu Ioanovici (1726-1731)
- Isaia Antonovici (1731-1748)
- Pavel Nenadovici (1748-1749)
- Sinesie Jivanovici (1751-1768)
- Pahomie Cnezevici (1770-1783)
- Petreu Petrovici (1783-1786)
- Pavel Avacumovici (1786-1815)
- Sede vacans (1815-1829)
- Nestor Ioanovici (1829-1830)
- Gherasim Raț (1835-1850)
- Procopie Ivașcovici (1852-1865)

## Episcopii Aradului sub jurisdicția Mitropoliei de la Sibiu
- Procopie Ivașcovici (1865-1873)
- Miron Romanul (1873-1874)
- Ioan Mețianu (1874-1898)
- Iosif Ioan Goldiș (1899-1902)
- Ioan Ignatie Papp (1903-1925)
- Grigorie Comșa (1925-1935)
- Andrei Magieru (1936-1960)
- Nicolae Corneanu (1960-1962)
- Teoctist Arăpașu (1962-1973)
- Visarion Aștileanu (1973-1984)
- Timotei Seviciu (1984-2009)

### Episcopi vicari
- Gherasim Cucoșel (1977-1985)
- Emilian Birdaș (1990-1994)
- Emilian Nica (din 2017)

## Arhiepiscopii Aradului
- Timotei Seviciu (2009-prezent)